# Qaḑā' Bīrayn
Qaḑā' Bīrayn är en kommun i Jordanien.   Den ligger i guvernementet Zarqa, i den norra delen av landet, 19 km norr om huvudstaden Amman.